# Лётная годность

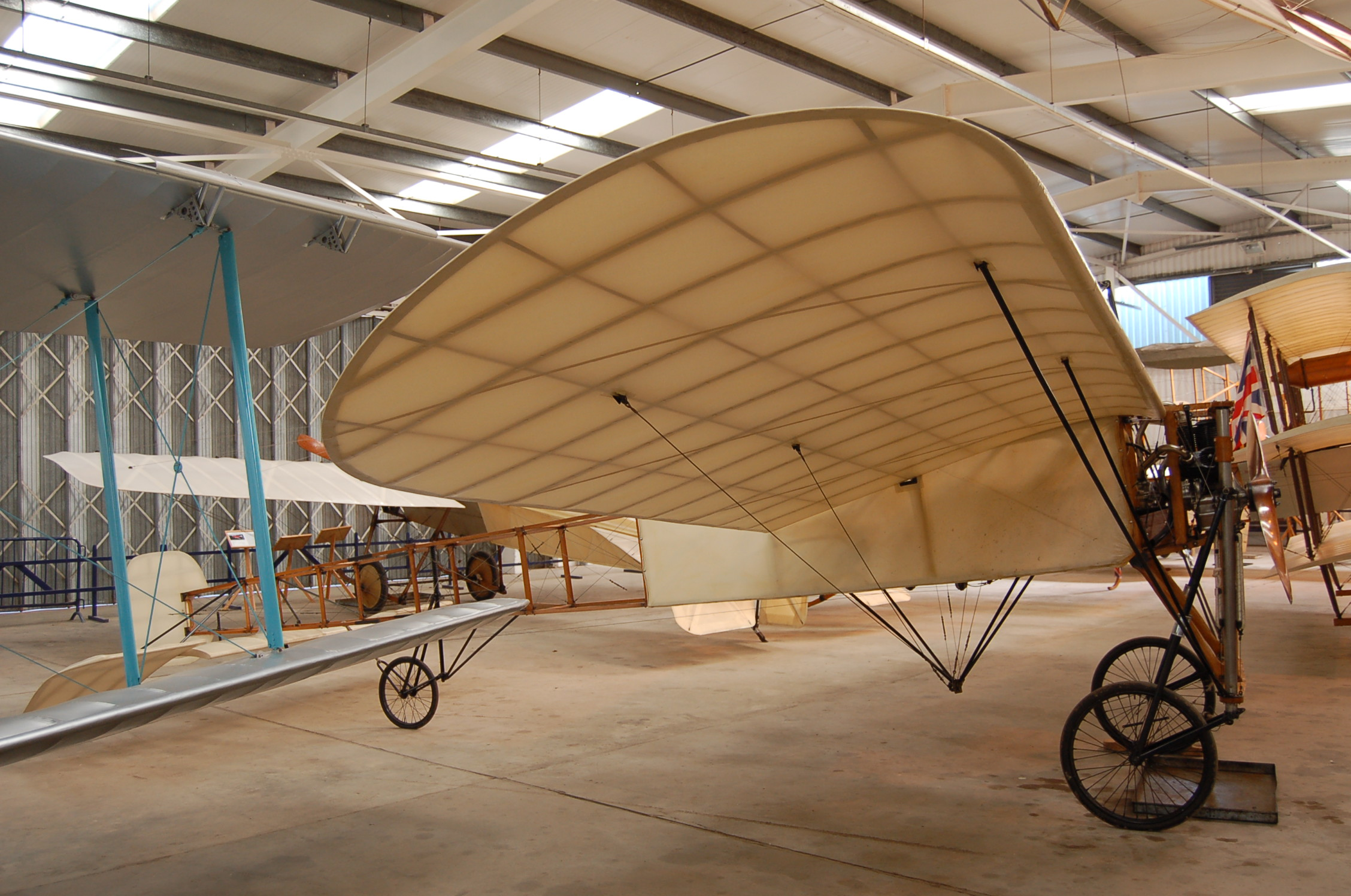
Блерио XI, регистрационный номер G-AANG. Построенный в 1909 году и эксплуатировавшийся компанией Shuttleworth Collection в Великобритании, это старейший сохранившийся летательный аппарат

В авиации лётная годность — это мера пригодности воздушного судна (ВС) к безопасному полету. Лётная годность подтверждается сертификатом лётной годности, выдаваемым уполномоченным органом исполнительной власти того государства, в котором зарегистрировано ВС, на основании действующих в этом государстве норм лётной годности. Сертификат лётной годности сохраняет свою действительность при условии выполнения необходимого технического обслуживания и иных работ по поддержанию лётной годности ВС, определяемых указанным государством регистрации.

## Трактовка понятия лётной годности
Удостоверение лётной годности ВС основано на стандартах, применяемых национальными правительственными органами в области авиации. Функциональная совместимость этих стандартов обеспечивается путём использования при их подготовке минимальных международных стандартов Международной организации гражданской авиации (ИКАО).
Приложение 8 к Чикагской конвенции о международной гражданской авиации (международный стандарт ИКАО) трактует «лётную годность» ВС, его двигателя, воздушного винта или их части как состояние их соответствия утвержденной конструкции и пригодности для безопасной эксплуатации.

### Правила США
Нормы Свода федеральных правил США (раздел 14, подраздел F, часть 91.7) предусматривают следующие требования к лётной годности:
«a) никто не может управлять воздушным судном, не обладающим лётной годностью;
b) командир гражданского ВС несёт ответственность в отношении определения пригодности ВС для безопасного выполнения полёта. Командир обязан прекратить полёт при выявлении нарушения условий лётной годности механических, электрических или силовых элементов конструкции ВС.»

### Правила Евросоюза
В правилах Евросоюза регулирование вопросов лётной годности передано Eвропейскому агентству по безопасности полётов. Статья 5 этих правил детализирует первые спецификации лётной годности.
Основная цель этих правил регламентировать и поддерживать высокий и единообразный уровень безопасности гражданской авиации в Евросоюзе. Применительно к лётной годности действуют следующие нормы:
- Любое ВС должно соответствовать требованиям норм лётной годности.
- Соответствие конструкции ВС определенного типа нормам лётной годности удостоверяется сертификатом типа.
- Соответствие конструкции экземпляра ВС определенного типа нормам лётной годности и его пригодность для выполнения полётов удостоверяется сертификатом лётной годности, который выдается после проверки характеристик конструкции этого экземпляра на их соответствие утвержденной типовой конструкции и готовности экземпляра к безопасному выполнению конкретного полёта. Сертификат лётной годности действителен до тех пор, пока он не будет отменён, аннулирован или утратить силу, при условии, что на ВС выполняются необходимые работы по поддержанию лётной годности.
- Нормы предусматривают также мониторинг вопросов лётной годности, учёт опыта эксплуатации ВС и научно-технического прогресса, незамедлительное установление причин авиакатастроф и серьёзных инцидентов и принятие мер реагирования.

### Правила Канады
Канадские авиационные правила (CAR 101.01, подраздел 1) трактуют понятие «лётная годность» как пригодное и безопасное для полета состояние ВС и его соответствие сертификату типа ВС.

### Российские правила
В Россия понятие «лётная годность» определяется статьёй 35 Воздушного кодекса Российской Федерации:
«1 Лётная годность гражданского воздушного судна, авиационного двигателя, воздушного винта — состояние гражданского воздушного судна, авиационного двигателя, воздушного винта, при котором они соответствуют типовой конструкции и способны обеспечивать их безопасную эксплуатацию.
2 Требования к лётной годности гражданских воздушных судов, авиационных двигателей, воздушных винтов и требования в области охраны окружающей среды от воздействия деятельности в области авиации (далее — требования к лётной годности и к охране окружающей среды) определяются федеральными авиационными правилами и обязательны для соблюдения федеральными органами исполнительной власти, органами исполнительной власти субъектов Российской Федерации, а также юридическими лицами и физическими лицами, участвующими в разработке, испытаниях, серийном производстве, приемке и эксплуатации гражданских воздушных судов, авиационных двигателей, воздушных винтов».